# Agamia agami
Agamia agami là một loài chim thuộc chi chim đơn loài trong họ Ardeidae.
Đây là một loài chim sinh sản từ Trung Mỹ đến Peru và Brazil. Loài này là thành viên duy nhất của chi Agamia (Reichenbach, 1853). Loài này được IUCN liệt kê là loài dễ bị tổn thương do dự đoán về sự hủy hoại môi trường sống trong tương lai trong phạm vi phân bố.

## Hình ảnh

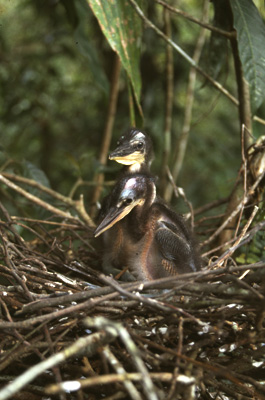